# Kostel svaté Mariny (Paříž)
Kostel svaté Mariny (fr. Église Sainte-Marine) byl farní kostel v Paříži na ostrově Cité poblíž katedrály Notre-Dame na místě dnešního domu č. 15 v ulici Rue d'Arcole. Kostel byl zasvěcen svaté Marině z Bithýnie.

## Historie
Nejstarší písemná zmínka o kostele pochází z roku 1036. Jednalo se o farní kostel při biskupském paláci a byl jediným kostelem v Paříži, kde se mohly vdávat i těhotné dívky díky tomu, že zde sídlil soudní vikář. Kostel svaté Mariny byl nejmenší farností v Paříži. Kostel byl uzavřen v roce 1790 a o dva roky později prodán jako národní majetek. Byl v něm zřízen cukrovar a později barvírna látek a truhlářská dílna. V roce 1866 byl kostel zbořen během přestavby Paříže za druhého císařství kvůli vzniku ulice Rue d'Arcol.
V kostele byl pohřben prévôt des marchands François Miron (1560–1609) a jeho hrob byl při zániku kostela přenesen do katedrály Notre-Dame.